# Ayrton: O Herói Revelado
Ayrton: O Herói Revelado é uma biografia sobre a vida e carreira de Ayrton Senna publicada em 2004 pelo jornalista Ernesto Rodrigues.

## Sinopse
Uma biografia feita com o intuito de decifrar Ayrton Senna e o inesquecível impacto que provocou na vida de milhões de pessoas. 
O livro do jornalista Ernesto Rodrigues revela episódios desconhecidos da vida pessoal e profissional do tricampeão mundial de Fórmula 1.
Foi escrito na difícil fronteira entre o Senna e o Ayrton, ou seja, a celebridade e o homem, o esportista e a pessoa; a biografia busca desvendar enigmas, traçando um retrato mais profundo de Ayrton Senna tanto como homem, filho, namorado e amigo - suas alegrias e frustrações, suas virtudes e defeitos, seus segredos e manias.
A obra é o resultado de um minucioso trabalho de pesquisa e mais de 200 entrevistas. O autor narra cada etapa da vitoriosa carreira de Senna e traz revelações até então inéditas sobre os momentos de superação e dificuldades enfrentados durante sua curta vida, intrigas, as amizades, bem como a solidão e os amores de sua vida.

### Capítulos
| Prefácio                              |                         |
| Introdução                            | Os Enigmas de Ímola     |
| 1º Capítulo                           | Palmas do Tremembé      |
| 2º Capítulo                           | Um Certo da Silva       |
| 3º Capítulo                           | Começa o Espetáculo     |
| 4º Capítulo                           | O Mágico da Lotus Preta |
| 5º Capítulo                           | A Aliança               |
| 6º Capítulo                           | Triunfo e Mágoa         |
| 7º Capítulo                           | O Fim da Perfeição      |
| 8º Capítulo                           | Perdas, Trocos e Ganhos |
| 9º Capítulo                           | Tempo de Glória         |
| 10º Capítulo                          | O Ano do Descontrole    |
| 11º Capítulo                          | Lúcido, Veloz e Feliz   |
| 12º Capítulo                          | Glória Incerta          |
| 13º Capítulo                          | A Perda                 |
| 14º Capítulo                          | O Adeus                 |
| 15º Capítulo                          | Depois de Maio          |
| Entrevistados                         |                         |
| A Carreira de Ayrton Senna em Números |                         |

## Avaliações
A obra recebeu avaliações positivas tanto do público quanto da crítica. No site Goodreads obteve média de 4.4/5 das 53 notas dadas pelos usuários. Já no site da Amazon, a média ficou em 4.7/5 entre as 31 avaliações dos usuários.

## Outras informações
Vendeu mais de 45 mil cópias e ficou dez semanas na lista de mais vendidos do Brasil.O livro também serviu de base para a matéria de capa da Revista Veja no mês de abril de 2004.A biografia inspirou o autor a realizar uma série em 10 episódios para o Canal Brasil exibida entre setembro e novembro de 2015 chamada "Ayrton - Retratos e Memórias", série essa que acabou por gerar um documentário de mesmo nome.